# 多讷奈姆
多讷奈姆（法語：Donnenheim，法語發音：[dɔnənaim] ⓘ）是法国下莱茵省的一个市镇，属于阿格诺-维桑堡区。

## 地理
多讷奈姆（48°43'4"N, 7°39'6"E）面积3.76 平方千米，位于法国大東部大區下莱茵省，该省份为法国大陆部分最东部的省份，是阿尔萨斯的一部分，今与上莱茵省组成了阿尔萨斯欧洲集体，其南至上莱茵省，西南接孚日省和默尔特-摩泽尔省，西接摩泽尔省，北与德国接壤。
与多讷奈姆接壤的市镇（或旧市镇、城区）包括：比尔维赛姆、布吕马特、温格赛姆-莱卡特尔邦。
多讷奈姆的时区为UTC+01:00、UTC+02:00（夏令时）。

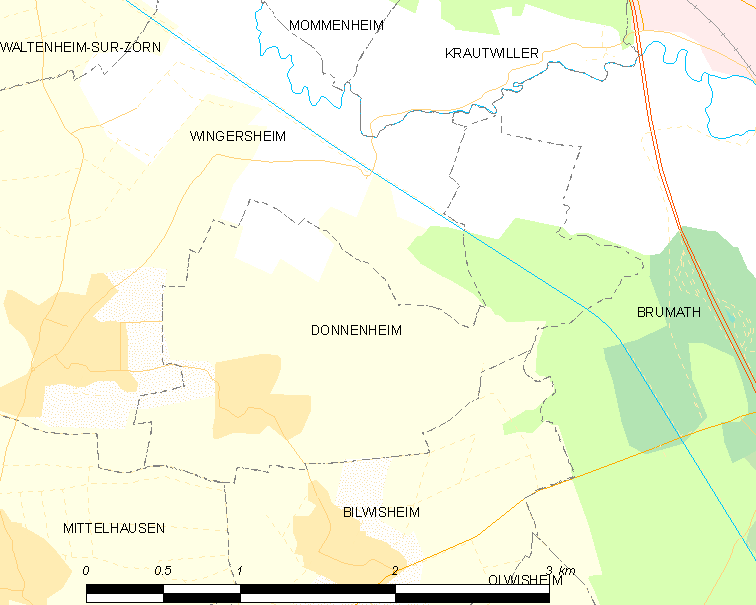
多讷奈姆的OSM定位图

## 行政
多讷奈姆的邮政编码为67170，INSEE市镇编码为67100。

## 政治
多讷奈姆所属的省级选区为布吕马特县。

## 人口

1962-2008年间多讷奈姆人口变化图示

多讷奈姆于2022年1月1日时的人口数量为363人。